# Turilândia
Turilândia is een gemeente in de Braziliaanse deelstaat Maranhão. De gemeente telt 21.102 inwoners (schatting 2009).
De gemeente grenst aan Santa Helena, Turiaçu, Governador Nunes Freire.